# Dan Jennings (directeur général)
Pour le joueur de baseball du même nom, voir Dan Jennings.
Dan Jennings (né le 16 septembre 1960 à Daphne (Alabama)) est l'ancien directeur général et gérant des Marlins de Miami de la Ligue majeure de baseball.

## Biographie
Natif de l'Alabama, Dan Jennings étudie à l'université Southern Mississippi de 1978 à 1981 et porte les couleurs des Golden Eagles, le club de baseball universitaire. Il signe un contrat avec les Yankees de New York et est en 1984 du camp d'entraînement des Bats de Greensboro, alors le club-école de niveau A de la franchise. Sa brève carrière en ligues mineures terminée, il est entraîneur de baseball à l'école secondaire Davidson High School, à Mobile en Alabama.
Il devient dépisteur pour les Reds de Cincinnati de la Ligue majeure de baseball en 1986 avant de décrocher un poste similiaire chez les Mariners de Seattle en 1988.
Le 16 août 1995, il devient directeur du recrutement des Devil Rays de Tampa Bay, une nouvelle franchise qui débute en MLB en 1998. Il demeure avec eux pendant un peu plus de 7 ans.
Le 26 juillet 2002, Jennings est fait vice-président par les Marlins de la Floride (aujourd'hui appelés Marlins de Miami), et la position d'assistant au directeur-gérant s'ajoute à son rôle à partir de 2007. En 2011, il est l'un des candidats au poste de directeur-gérant des Orioles de Baltimore, finalement confié à Dan Duquette. Le 27 septembre 2013, les Marlins congédient leur président Larry Beinfest et offrent son poste au directeur général Michael Hill : ce dernier est remplacé par Jennings le 29 septembre.
Les Marlins alignaient un joueur appelé Dan Jennings, un lanceur échangé en décembre 2014 par Dan Jennings. Les deux hommes n'ont pas de lien de parenté.
Le 18 mai 2015, les Marlins annoncent que Dan Jennings quitte son poste de directeur-gérant (où il est remplacé par Mike Berger) pour accepter le poste de gérant de l'équipe. Il succède à Mike Redmond, congédié la veille. La décision surprend, car Jennings n'a pas entraîné une équipe de baseball depuis sa graduation du collège au milieu des années 1980. Bien que le baseball ait vu de nombreux gérants sans expérience être engagés dans les 3 ou 4 années précédentes, il s'agissait dans tous les cas d'anciens joueurs, à l'opposé de Jennings, dont le parcours menant d'un poste de direction à celui de gérant est atypique.
Les Marlins gagnent 55 matchs et en perdent 69 sous les ordres de Jennings en 2015, complétant leur saison avec un dossier de 71-91. Après la saison, l'équipe annonce qu'elle se choisira un nouveau gérant pour 2016 et Jennings semble en voie de retrouver son poste de directeur général,. Cependant, la relation entre Jennings et le propriétaire des Marlins Jeffrey Loria semble se dégrader et, après quelques semaines où la situation de Jennings est ambigüe, il est finalement congédié le 29 octobre 2015.